# ماريا لاكونزا إزكورا
ماريا لاكونزا إزكورا (بنبلونة، 29 سبتمبر 1900 - فالنسيا، 4 مايو 1984) كانت أول امرأة جامعية في المدارس المهنية في سان سيباستيان وبامبلونا في عام 1927. كانت جزءًا من نواة صغيرة لست محاميات إسبانيات رائدات استطعن الدفاع عن قضية في محاكم العدل الإسبانية قبل الحرب الأهلية الإسبانية. كانت أيضًا سكرتيرة وزارة الزراعة.